# Piazza della Repubblica

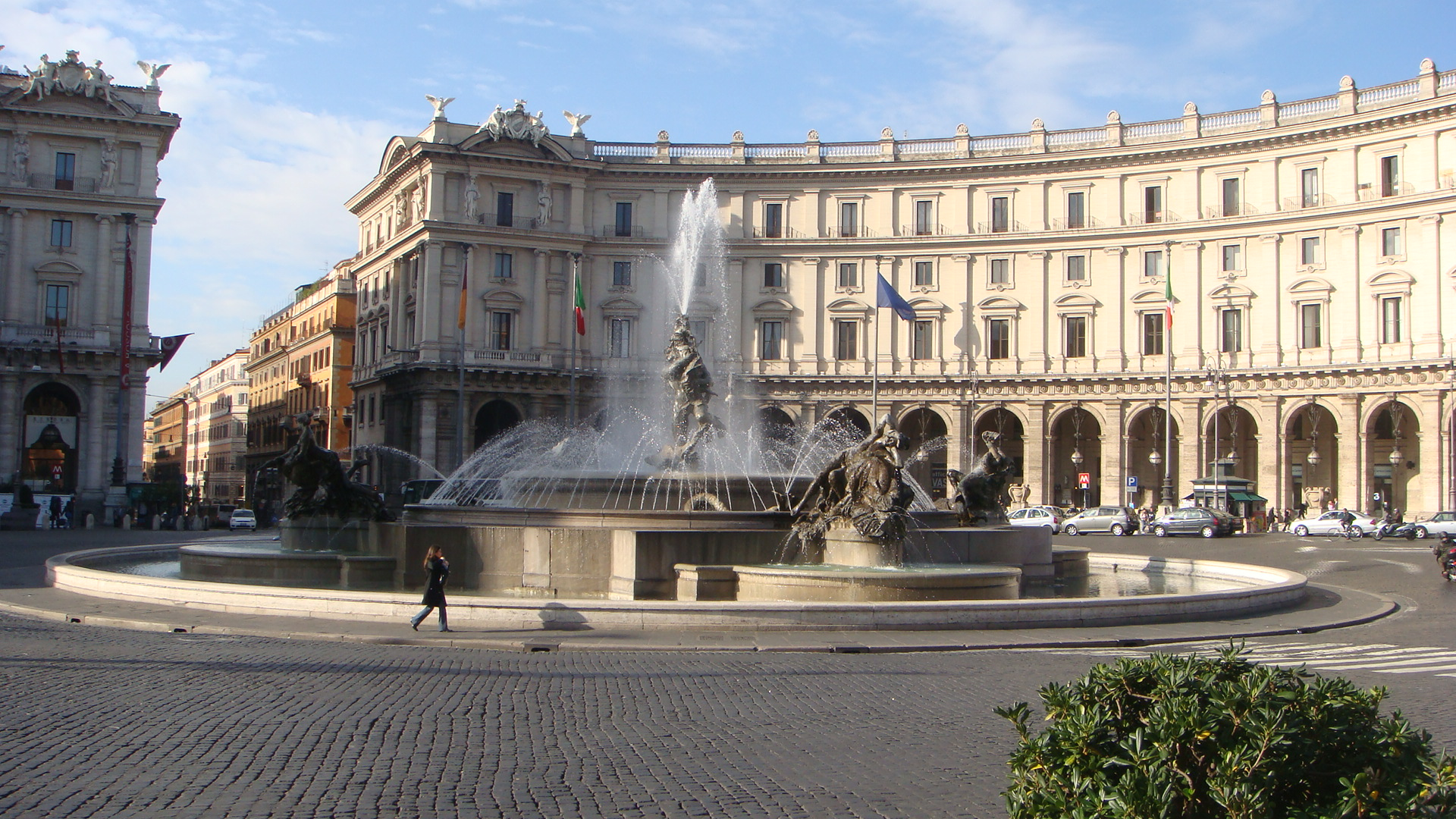
Piazza della Repubblica

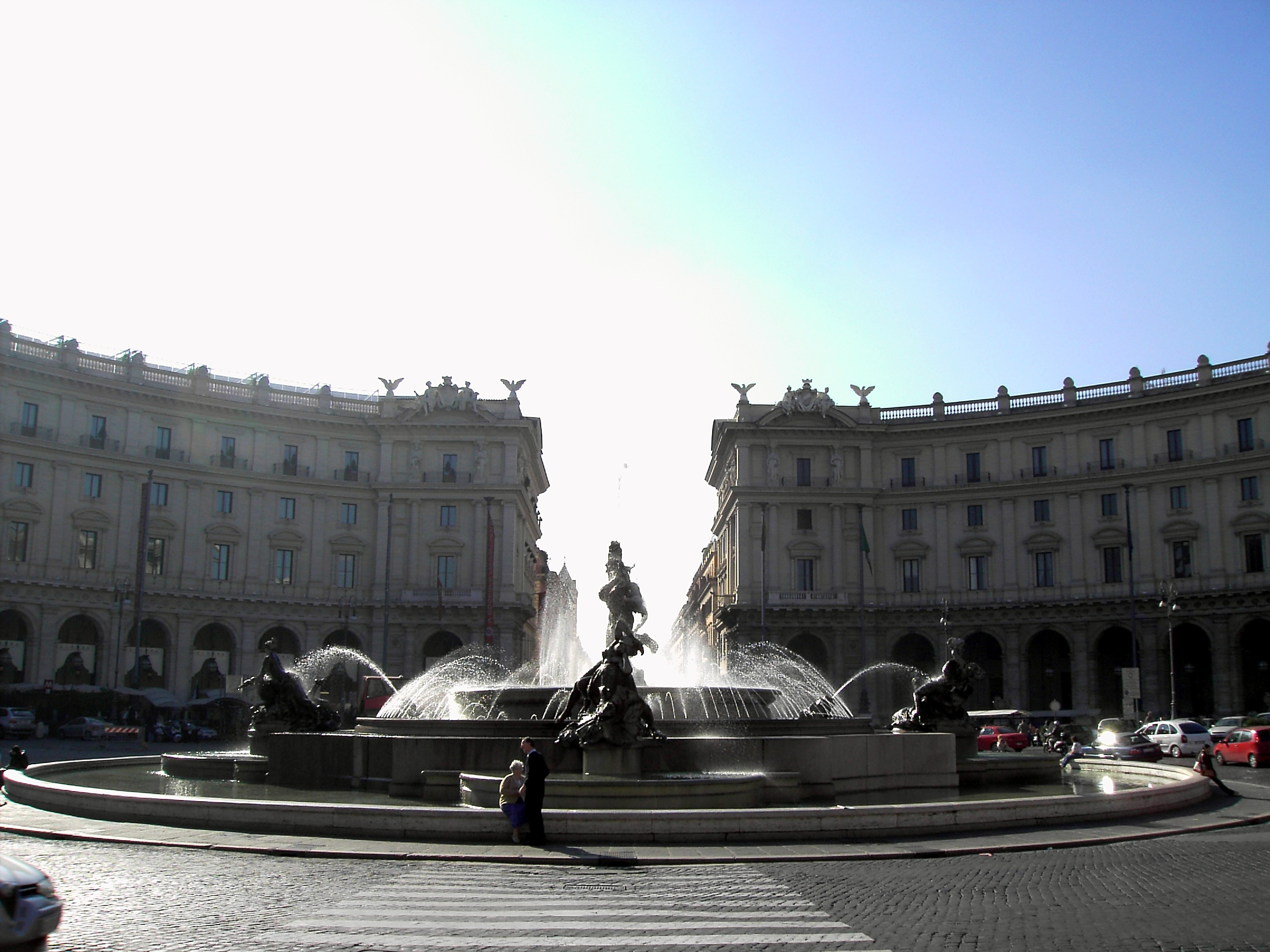

De Piazza della Repubblica ("plein van de republiek") is een plein in Rome. Voorheen heette het plein Piazza Esedra, omdat het de vorm van de grote exedra van de Romeinse Thermen van Diocletianus volgde.
Het plein is aangelegd in 1901 na de zogeheten Risorgimento, de eenwording van Italië. Rome werd opnieuw de hoofdstad van Italië en zodoende vonden er vele veranderingen plaats in de stad.
Het plein wordt gedomineerd door de Fontana delle Naiadi waarin vier naakte nimfen zijn afgebeeld. Deze waternimfen zijn de beschermelingen van de rivieren, meren, zeeën en onderwaterwereld. De sculpturen, vervaardigd door Mario Rutelli, zorgden destijds voor nogal wat opschudding gezien hun 'realistische sensualiteit'. In het midden van de fontein is de visser Glauco afgebeeld, die met een vis vecht. Dit staat symbool voor het gevecht tussen de mens en natuurkrachten.

## Zie ook

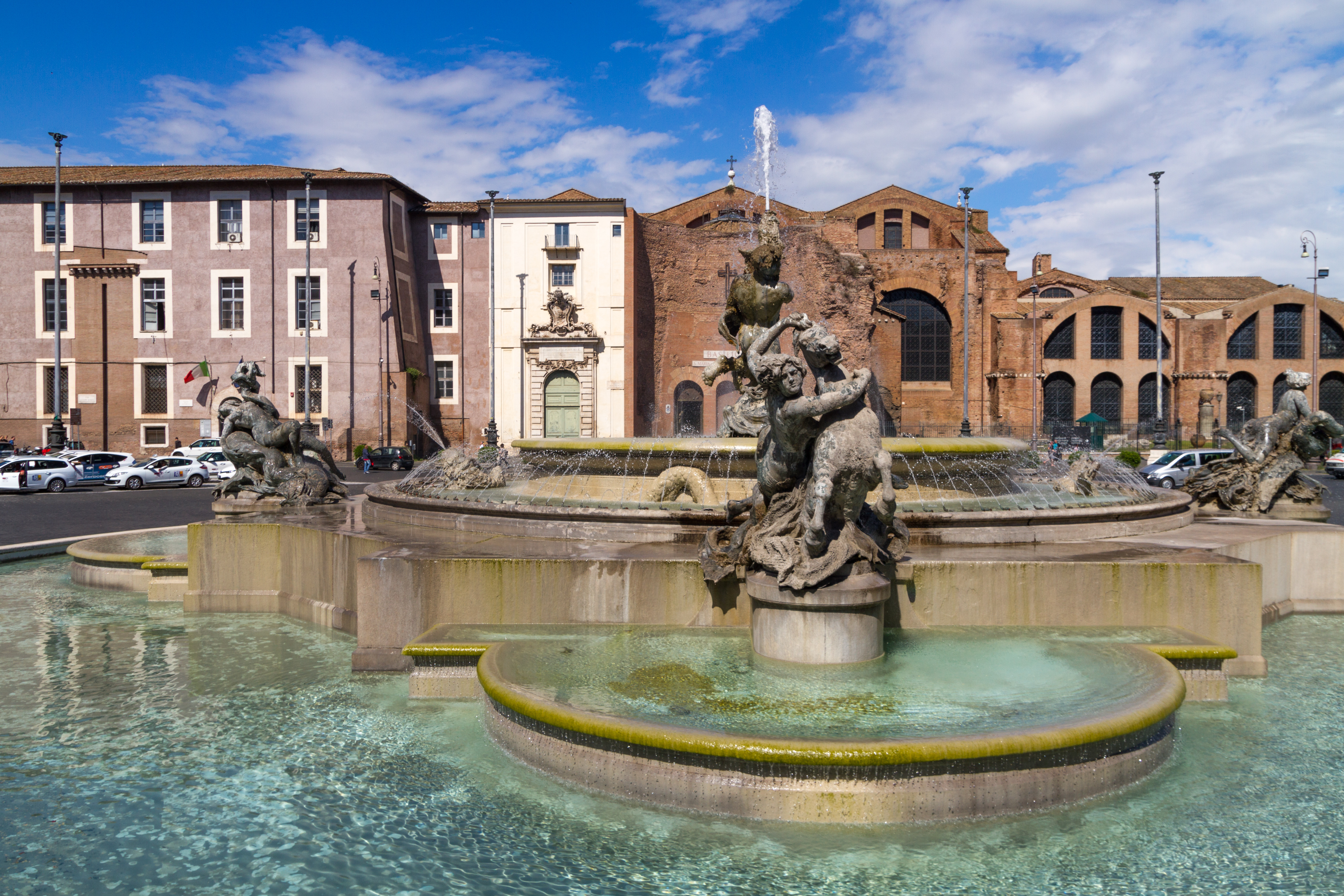
Fontana delle Naiadi